# Municipio de Harrison (condado de Morgan)
El municipio de Harrison (en inglés: Harrison Township) es un municipio ubicado en el condado de Morgan en el estado estadounidense de Indiana. En el año 2010 tenía una población de 1522 habitantes y una densidad poblacional de 66,11 personas por km².

## Geografía
El municipio de Harrison se encuentra ubicado en las coordenadas 39°32′1″N 86°16′34″O / 39.53361, -86.27611. Según la Oficina del Censo de los Estados Unidos, el municipio tiene una superficie total de 23.02 km², de la cual 22,24 km² corresponden a tierra firme y (3,41 %) 0,78 km² es agua.

## Demografía
Según el censo de 2010, había 1522 personas residiendo en el municipio de Harrison. La densidad de población era de 66,11 hab./km². De los 1522 habitantes, el municipio de Harrison estaba compuesto por el 99,08 % blancos, el 0,2 % eran afroamericanos, el 0,13 % eran amerindios, el 0,2 % eran asiáticos, el 0,07 % eran de otras razas y el 0,33 % eran de una mezcla de razas. Del total de la población el 0,92 % eran hispanos o latinos de cualquier raza.